# Авраам Шехтерман
Авраам Шехтерман (івр. אברהם שכטרמן; 1910, Одеса — 7 грудня 1986) — ізраїльський політичний діяч, колишній член Кнесету від партій «Гахал» і «Лікуд» між 1969 і 1977 роками. Старший брат Герцля Шафіра, колишнього генерала ЦАХАЛу.

## Біографія
Авраам Шехтерман народився в Одесі в Російській імперії, а в 1924 році емігрував до підмандатної Палестини. Він відвідував середню школу в Тель-Авіві, а в 1927 році приєднався до Бейтару, згодом ставши одним з його командирів. Вивчав будівельну справу в Гентському університеті, де очолював Єврейську студентську організацію, а також працював інструктором «Бейтар» в Антверпені.
Допомагав заснувати Кфар-Явець у 1932 році. У 1936 році він приєднався до фракції «Бейтар» у «Гаґані», а згодом став членом «Ірґуна» після того, як вона відкололася від Хагани. У 1938 році він став політичним редактором газети «Ха-Машкіф», видання Ревізіоністської партії.
Шехтерман брав участь у просуванні авіації в Палестині. Під час підготовки до створення єврейських військово-повітряних сил він використовував свої контакти, щоб переконати Департамент цивільної авіації Британського мандату схвалити льотну школу на аеродромі в Лоді.
У 1939-1945 роках очолював Тель-Авівський клуб пілотів.

### Політична кар'єра
Шехтерман був членом Асамблеї представників. У 1955 році він був обраний до міської ради Тель-Авіва, залишаючись її членом до 1965 року і працюючи заступником мера в 1957-1959 роках. У 1969 році був обраний до Кнесету за списком «Гахал». Він був переобраний у 1973 році, на той час «Гахал» влився в «Лікуд», але втратив своє місце на виборах 1977 року.

### Бізнес-кар'єра
У 1943-1946 роках керував калійною компанією на Мертвому морі.